# Lamèque
Pour les articles homonymes, voir Lamèque (homonymie).
Pour l’article ayant un titre homophone, voir La Mecque.
Lamèque est une ancienne ville du Nouveau-Brunswick, au Canada. Elle fait partie de la ville d'Île-de-Lamèque depuis la réforme de la gouvernance locale du 1er janvier 2023.

## Géographie

### Topographie, faune et flore

Carte topographique de Lamèque et des environs.

Lamèque est situé au sud de l'île éponyme, à une centaine de kilomètres de route à l'est de Bathurst.
Lamèque est généralement considérée comme faisant partie de l'Acadie.
L'Écoparc de Lamèque rassemble les nombreuses composantes de la faune et de la  flore de la péninsule acadienne.

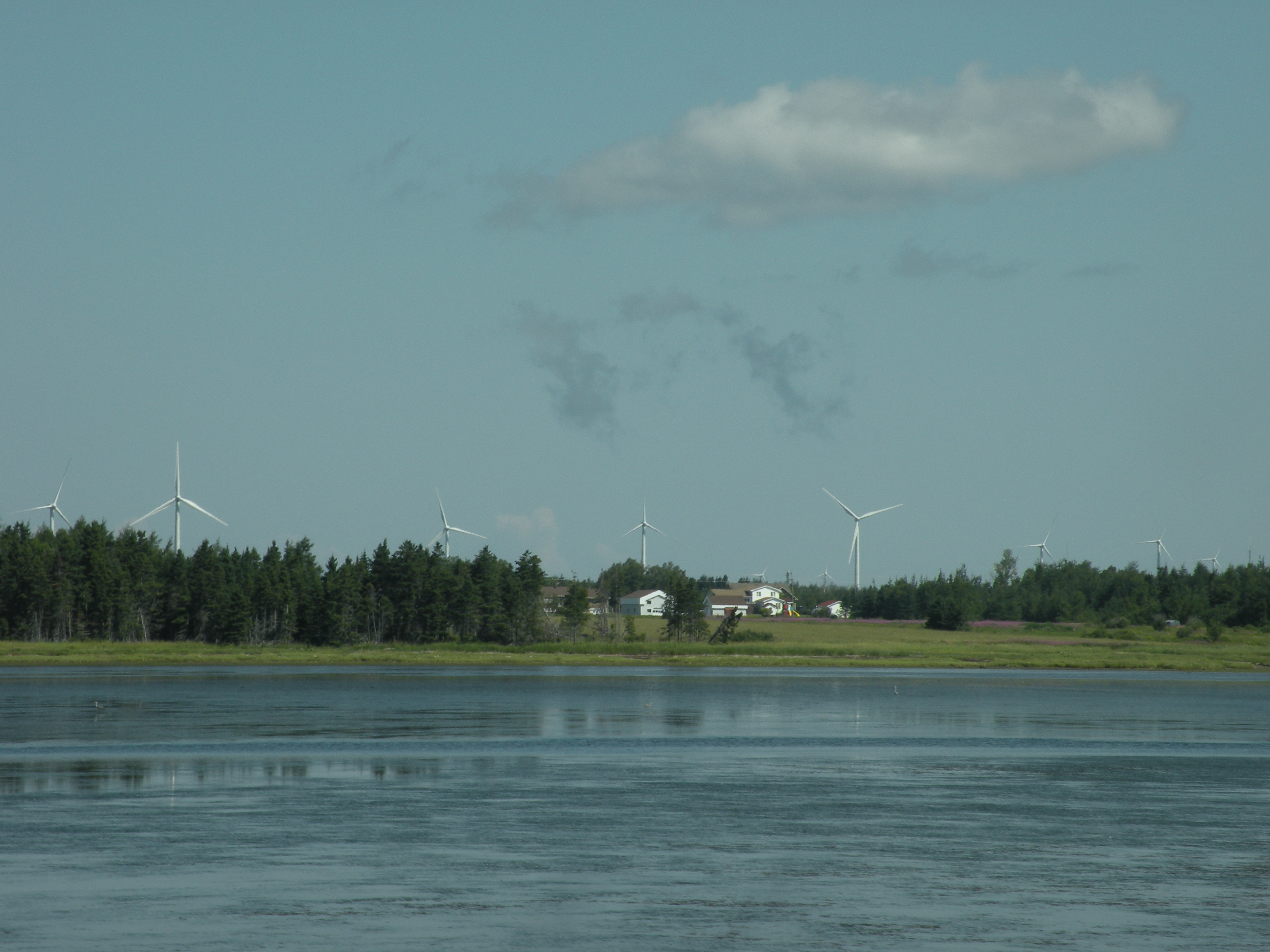
Le ruisseau Charlemagne.

### Logement
La ville comptait 604 logements privés en 2006, dont 570 occupés par des résidents habituels. Parmi ces logements, 78,9 % sont individuels, aucun sont jumelés, 4,4 % sont en rangée, 1,8 % sont des appartements ou duplex et 10,5 % sont des immeubles de moins de cinq étages. De plus, 3,5 % des logements entrent dans la catégorie autres, tels que des maisons mobiles. 76,3 % des logements occupés le sont par le propriétaire et 23,7 % sont loués. 74,6 % ont été construits avant 1986 et 11,4 % ont besoin de réparations majeures. Les logements comptent en moyenne 6,9 pièces et ont une valeur moyenne de 79 030 $, comparativement à 119 549 $ pour la province.

## Histoire
Royaume de Grande-Bretagne (1763-1801)

 Royaume-Uni de Grande-Bretagne et d'Irlande (1801-1867)

### Origines
Lamèque est situé dans le territoire historique des Micmacs, plus précisément dans le district de Sigenigteoag, qui comprend l'actuelle côte Est du Nouveau-Brunswick, jusqu'à la baie de Fundy et ce peuple fréquente les lieux. Le nom de la ville dérive d'ailleurs du micmac « Elmugwadasik », qui signifie « la tête est tournée du côté ».
Samuel de Champlain explore Lamèque en 1604 et est le premier à faire mention des lieux.
L'explorateur et marchand Nicolas Denys installe un poste de traite et de pêche fortifié sur la rive nord de l'île, dès 1645.
En 1761, vingt-cinq Acadiens formant cinq familles s'établissent à Lamèque; ils sont des rescapés de la Déportation des Acadiens. Aujourd’hui, bon nombre des 8 000 habitants de l’île Lamèque sont des descendants de ces familles fondatrices.
La paroisse Saint-Urbain de Lamèque est érigée en 1790.

### XIXesiècle
La première église de la paroisse Saint-Urbain est construite en 1835.

### XXesiècle

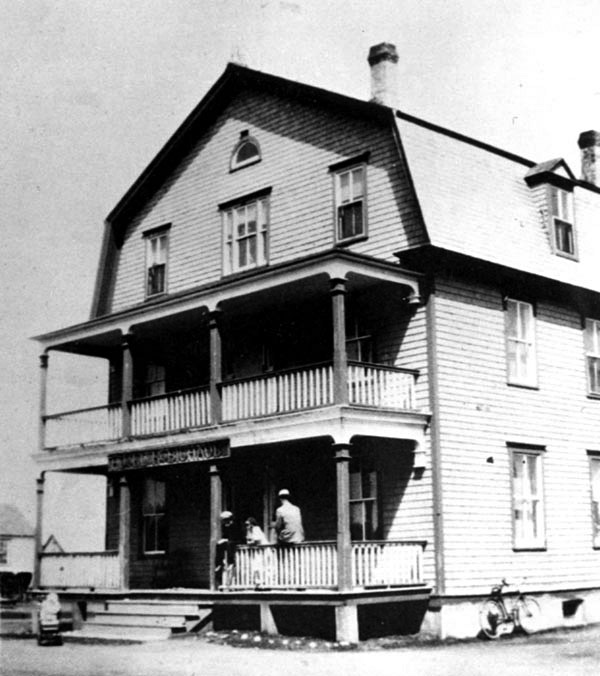
L'Hôtel Robichaud, vers 1920.
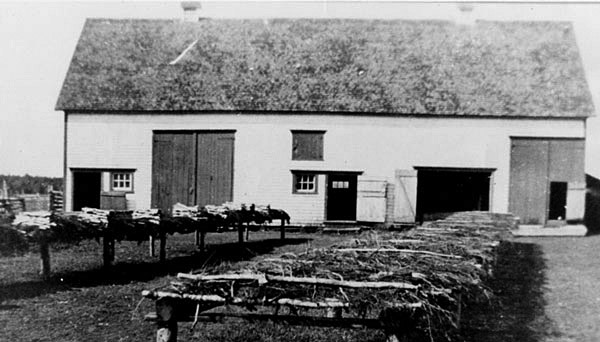
La grange et le séchoir vertical de Clément Lanteigne, vers 1930.
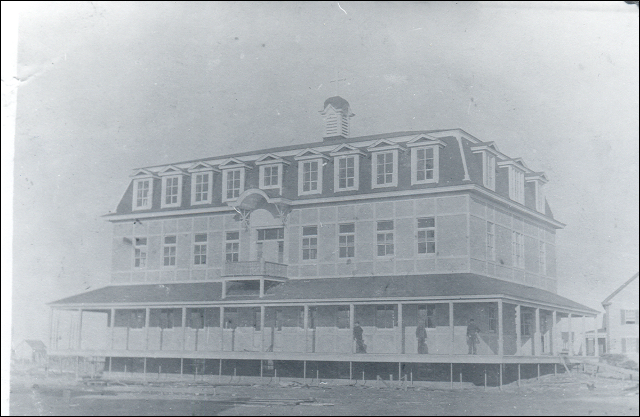
Le couvent, vers 1930.

Un couvent est fondé en 1918 par le curé Alfred Trudel et placé sous la direction des Religieuses Jésus-Marie. La Caisse populaire de Lamèque est fondée en 1937.
En 1940, une dizaine de coopératives s'unissent pour former la Coopérative des pêcheurs de l'Île.
Une première tourbière est exploitée en 1945.
Fondé en 1949 par l'abbé Louis Morin et la congrégation des Hospitalières de Saint-Joseph, l'Hôtel-Dieu de Lamèque est d'abord installé au presbytère de l'église locale, où il dessert les 17 000 habitants de la région. En 1963, l'hôpital déménage dans un édifice moderne de 42 lits, construit au coût de 620 000 $. La propriété de l'hôpital est transférée au gouvernement du Nouveau-Brunswick en 1972.
Lamèque est constitué en tant que village en 1966. La pêche commerciale au crabe des neiges commence en 1968. Une commission d'urbanisme est mise sur pied en 1968 mais plus tard remplacée par un comité consultatif. Un terrain récréatif est inauguré en 1972. L'hôtel de ville est terminé l'année suivante. La coopérative des pêcheurs ouvre une nouvelle usine la même année. Lamèque obtient le statut de ville le 3 septembre 1982.
Aux prises avec un problème récurrent de recrutement d'effectifs, la vocation de l'hôpital se transforme peu à peu au cours des années 1990. La salle d'urgence diminue d'abord ses heures d'ouverture et certains services de soutien sont régionalisés. Enfin, la réforme des soins de santé annoncée par le premier ministre Bernard Lord, le 29 octobre 2002 transforme l'hôpital de Lamèque en centre de  santé communautaire. La décision est vivement contestée par une grande partie de la population locale, qui fait valoir que les services d'urgence les plus proches seront maintenant offerts à l'hôpital de Tracadie-Sheila, distant de 45 km.
La tourbière de Lamèque commence sa production en 1979. La tourbière Sun Gro, sur la rue de la Tourbe, entre en opération en 1980; c'est la seule toujours en activité. La ville connaît une croissance démographique importante à la fin des années 1970 et durant les années 1980 attribuable, selon le journaliste Paul-Arthur Landry, à la croissance de l'industrie de la pêche. Lamèque accueillit la VIe finale des Jeux de l'Acadie en 1986.
Une école élémentaire est fermée en 1996.

### XXIesiècle

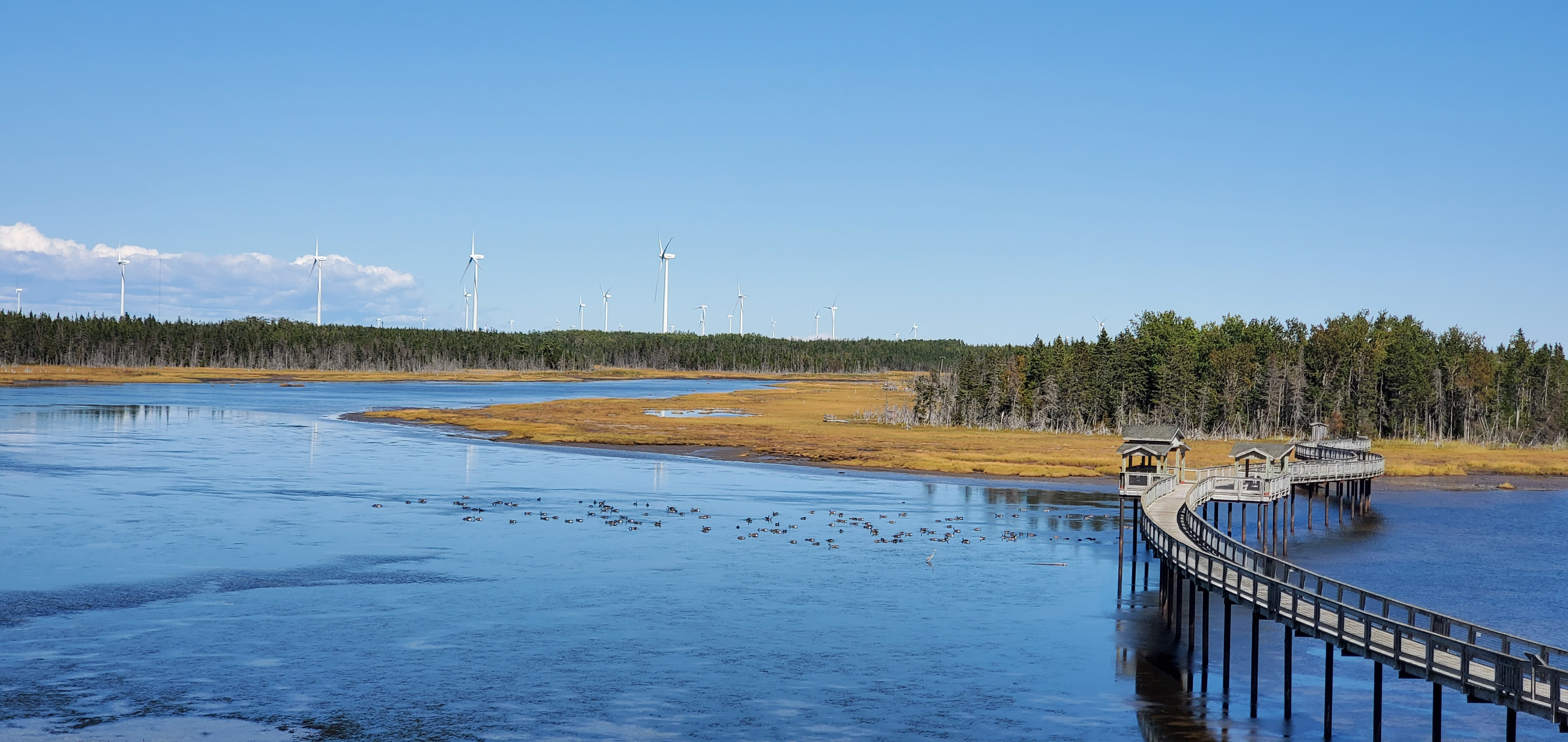
Parc Écologique de la Péninsule Acadienne et éoliennes à l'horizon.

L'école Sœur-Saint-Alexandre est inaugurée en 2001. Le parc écologique de la Péninsule acadienne est inauguré en juillet de la même année, après des travaux de huit ans effectués au coût de 1,5 million $CAD. La coopérative d'énergie renouvelable de Lamèque est mise sur pied en juin 2002. La caisse populaire fusionne avec celle de Sainte-Marie–Saint-Raphaël en 2003 pour former la Caisse populaire des Îles. Lamèque est l'une des localités organisatrices du IVe Congrès mondial acadien, en 2009.
L'aréna des Îles est endommagé par une explosion le 14 mai 2010, sans faire de victime.

## Chronologie municipale
- 1786: La paroisse d'Alnwick est érigée dans le comté de Northumberland[23].
- 1814: La paroisse de Saumarez est créée à partir de portions de la paroisse d'Alnwick et d'un territoire non organisé[23].
- 1826: Le comté de Gloucester est créé à partir des paroisses de Saumarez et de Beresford, du comté de Northumberland[23].
- 1831: La paroisse de Caraquet est créée à partir d'une portion de la paroisse de Saumarez[23].
- 1851: La paroisse de Shippagan est créée à partir d'une portion de la paroisse de Caraquet[23].
- 1851: La paroisse d'Inkerman est créée à partir de portions des paroisses de Caraquet et de Shippagan[23].
- 1867: Confédération canadienne.
- Années 1870: Le comté de Gloucester est constitué en municipalité.
- 1947: Shippagan est constitué en municipalité dans le territoire de la paroisse.
- 1958: Le village de Shippagan obtient le statut de ville.
- 1966: La municipalité du comté de Gloucester est dissoute. La paroisse de Shippagan devient un District de services locaux. Des portions de la paroisse sont détachées pour former le village de Lamèque ainsi que les DSL de Le Goulet, de Sainte-Marie-sur-Mer et de Saint-Raphaël-sur-Mer.
- 1982: Le village de Lamèque devient une ville.

## Démographie
(juillet 2016).
La ville comptait 1 422 habitants en 2006, soit une baisse de 10,0 % en cinq ans. Il y a en tout 570 ménages dont 410 familles. Les ménages comptent en moyenne 2,3 personnes tandis que les familles comptent en moyenne 2,7 personnes. Les ménages sont composés de couples avec enfants dans 25,4 % des cas, de couples sans enfants dans 27,2 % des cas et de personnes seules dans 28,1 % des cas alors que 18,4 % des ménages entrent dans la catégorie autres (familles monoparentales, colocataires, etc.). 57,3 % des familles comptent un couple marié, 20,7 % comptent un couple en union libre et 22,0 % sont monoparentales. Dans ces dernières, une femme est le parent dans 55,6 % des cas. L'âge médian est de 44,8 ans, comparativement à 41,5 ans pour la province. 86,3 % de la population est âgée de plus de 15 ans, comparativement à 83,8 % pour la province. Les femmes représentent 53,5 % de la population, comparativement à 51,3 % pour la province. Chez les plus de 15 ans, 40,7 % sont célibataires, 38,2 % sont mariés, 6,1 % sont séparés, 4,9 % sont divorcés et 10,2 % sont veufs. De plus, 13,9 % vivent en union libre.
| 1976  | 1981  | 1986  | 1991  | 1996  | 2001  | 2006  | 2011  |
| ----- | ----- | ----- | ----- | ----- | ----- | ----- | ----- |
| 1 443 | 1 584 | 1 806 | 1 687 | 1 671 | 1 580 | 1 422 | 1 432 |

| 2016  | - | - | - | - | - | - | - |
| ----- | - | - | - | - | - | - | - |
| 1 285 | - | - | - | - | - | - | - |

Les autochtones représentent 3,0 % de la population et aucun habitant fait partie d'une minorité visible. Les immigrants représentent 0,7 % de la population et aucun habitant est un résident permanent. Tous les habitants sont citoyens canadiens et 99,1 % des habitants âgés de plus de 15 ans sont issus de familles établies au Canada depuis trois générations ou plus. En date du 16 mai 2006, 96,6 % des gens avaient la même adresse depuis au moins un an alors que 2,6 % habitaient auparavant ailleurs dans la même ville, qu'aucun habitait ailleurs dans la province, que 1,5 % habitaient ailleurs au pays et qu'aucun habitait ailleurs dans le monde. À la même date, 83,9 % des gens avaient la même adresse depuis au moins cinq ans alors que 9,0 % habitaient auparavant ailleurs dans la même ville, que 4,3 % habitaient ailleurs dans la province, que 2,7 % habitaient ailleurs au pays et qu'aucun habitait ailleurs dans le monde.
Tous les habitants ont le français comme langue maternelle. Les deux langues officielles sont comprises par 21,7 % de la population alors que 78,3 % des habitants sont unilingues francophones. Le français est parlé à la maison toute la population. Le français est utilisé au travail par 96,1 % des travailleurs et l'anglais par 3,3 % alors que 1,3 % des travailleurs utilisent les deux langues officielles.
Chez les plus de 15 ans, 37,6 % n'ont aucun certificat, diplôme ou grade, 17,0 % ont uniquement un diplôme d'études secondaires ou l'équivalent et 44,5 % détiennent aussi un certificat, un diplôme ou un grade post-secondaire; par comparaison, ces taux s'élèvent à 29,4 %, 26,0 % et 44,6 % au provincial. Parmi la même tranche d'âge, 16,2 % des gens possèdent un diplôme d'un programme d'un an au CCNB ou l'équivalent, 14,4 % détiennent un diplôme d'un programme de trois ans au CCNB ou l'équivalent, 5,2 % ont un diplôme ou un certificat universitaire inférieur au baccalauréat et 9,2 % ont un certificat, un diplôme ou un grade universitaire plus élevé. Parmi ces diplômés, 9,7 % sont formés en enseignement, aucun en arts ou en communications, aucun en sciences humaines, 2,9 % en sciences sociales ou en droit, 22,3 % en commerce, en gestion ou en administration, aucun en sciences et technologies, aucun en mathématiques ou en informatique, 21,4 % en architecture, en génie ou dans des domaines connexes, aucun en agriculture, en ressources naturelles ou en conservation, 24,3 % en santé, parcs, récréation ou conditionnement physique, 16,5 % en services personnels, de protection ou de transport et aucun dans d'autres domaines. Tous les diplômés post-secondaires ont terminé leurs études au Canada.

## Économie

### Travail et revenu

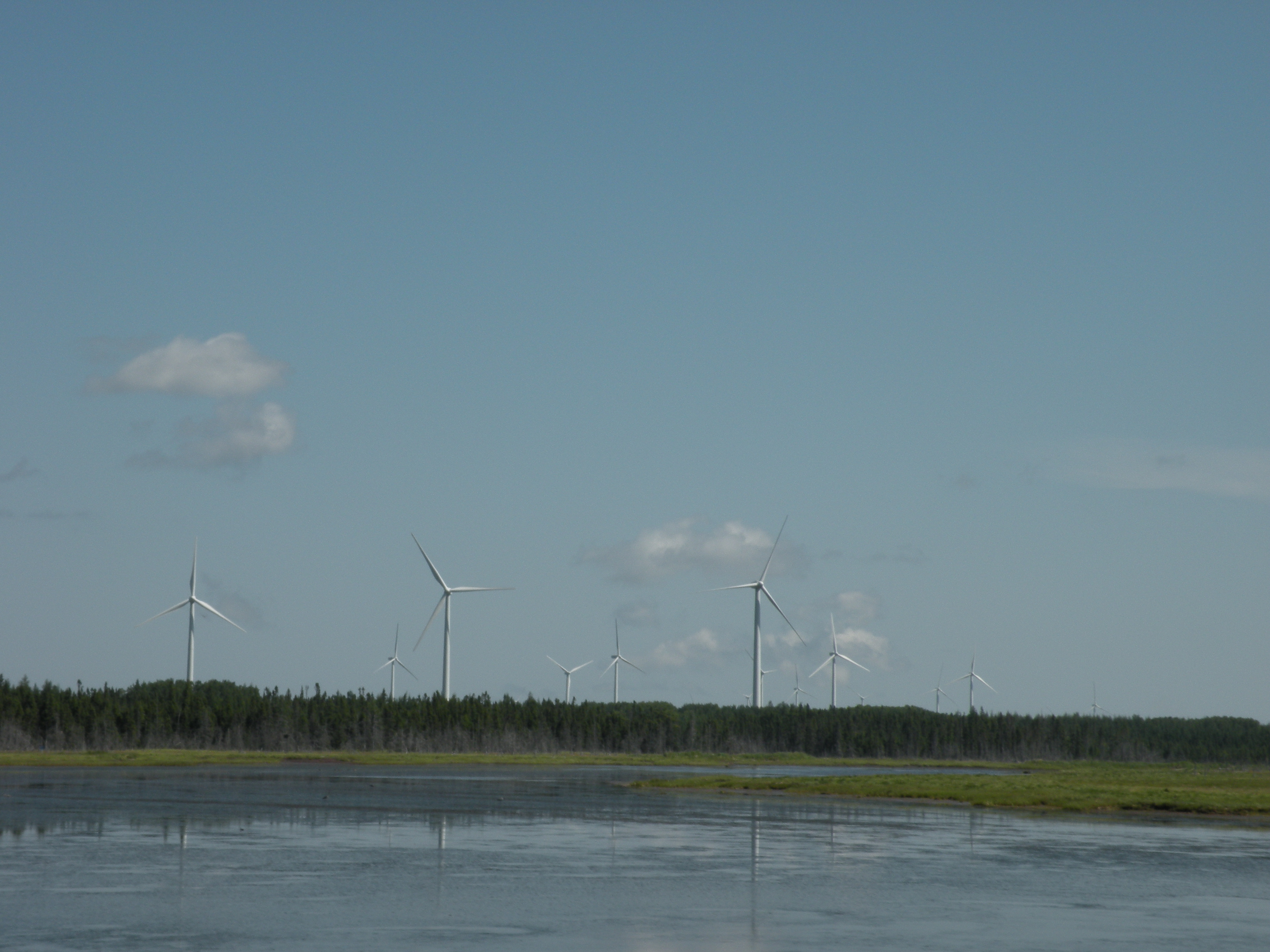
Le parc éolien.

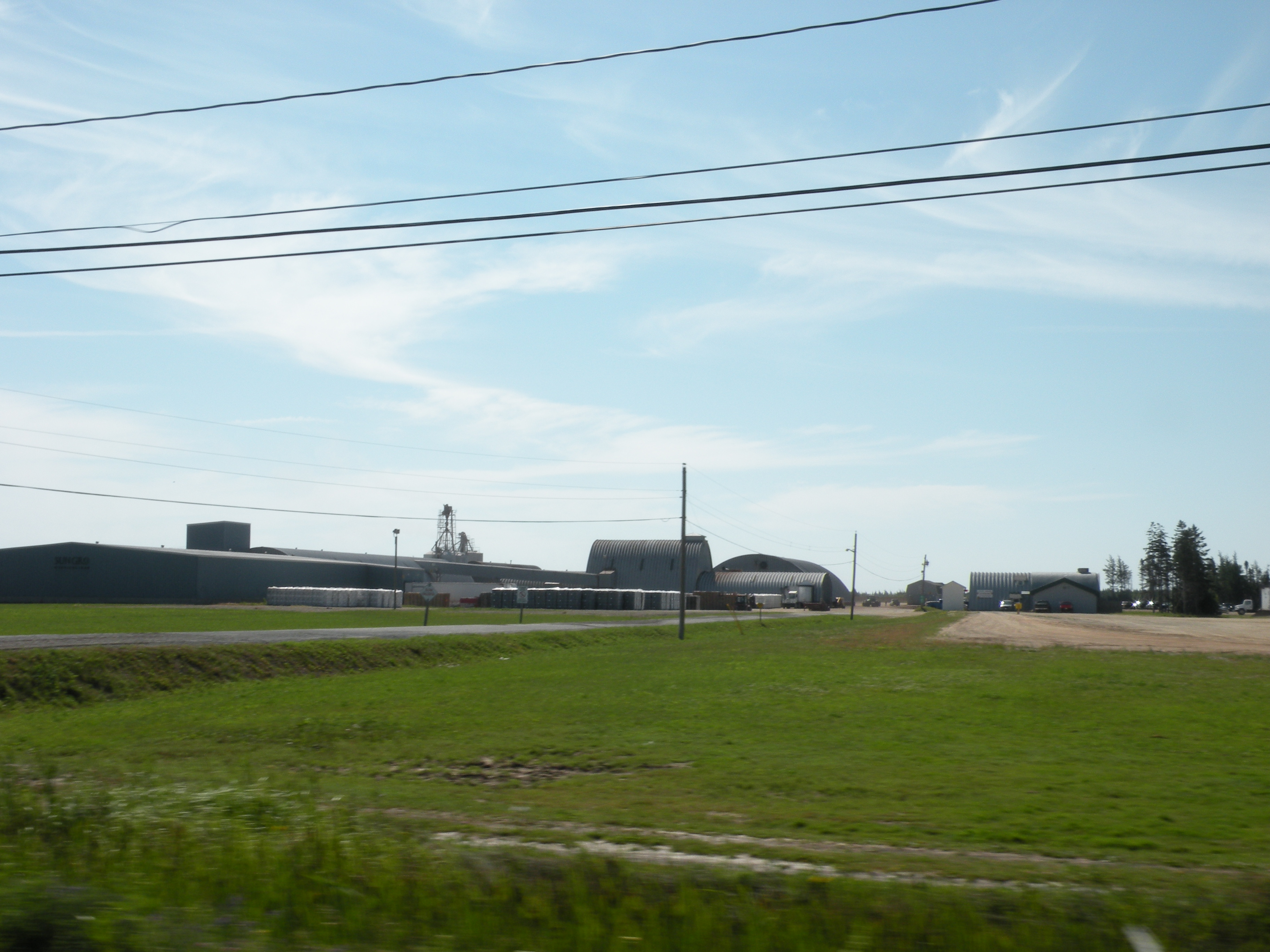
La tourbière Sungro de Chiasson-Savoy.

Le recensement de 2006 de Statistique Canada fourni aussi des données sur l'économie. Chez les habitants âgés de plus de 15 ans, le taux d'activité était alors de 61,0 %, le taux d'emploi était de 53,1 % et le taux de chômage était de 12,2 % ; à titre de comparaison, ceux de la province étaient respectivement de 63,7 %, 57,3 % et 10,0 %.
Parmi la population en âge de travailler, 785 personnes ont déclaré des gains et 1 090 ont déclaré des revenus en 2005. 90,8 % avaient aussi déclarés des heures de travail non rémunérées. Le revenu médian s'élevait alors à 19 585 $ avant et à 18 169 $ après impôt, comparativement à la moyenne provinciale de 22 000 $ avant et 20 066 $ après impôt; les femmes gagnaient en moyenne 7 312 $ de moins que les hommes après impôt, soit 15 404 $. En moyenne, 70,3 % du revenu provenait de gains, 23,3 % de transferts gouvernementaux et 6,1 % d'autres sources. 9,0 % de toutes les personnes dans les ménages avaient un faible revenu après impôt, une situation n'existant pas pour les moins de 18 ans.
Parmi la population active occupée, 10,8 % des gens travaillaient à domicile, 1,7 % travaillait ailleurs dans le monde, 12,5 % étaient sans lieu de travail fixe et 75,8 % avaient un lieu de travail fixe. Parmi les travailleurs ayant un lieu de travail fixe, 44,0 % travaillaient en ville, 48,4 % travaillaient ailleurs dans le comté et 6,6 % travaillaient ailleurs dans la province.

### Principaux secteurs

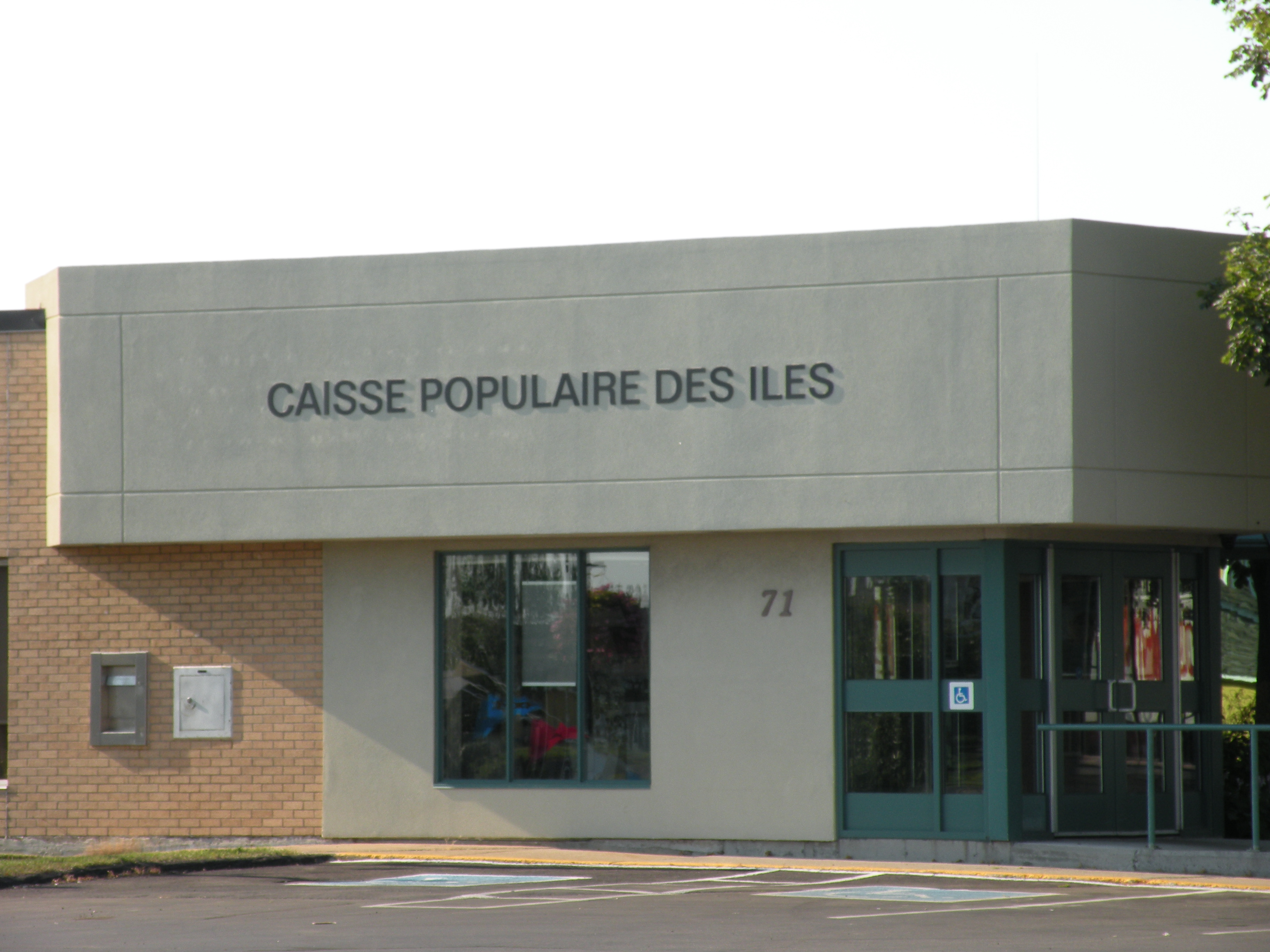
La caisse populaire.

En 2006, on dénombrait 22,6 % des emplois dans l'agriculture, la pêche et les autres ressources, 3,6 % dans la construction, 10,9 % dans la fabrication, aucun dans le commerce de gros, 10,9 % dans le commerce de détail, 2,2 % dans la finance et l'immobilier, 13,1 % dans la santé et les services sociaux, 6,6 % dans l'éducation, 11,7 % dans les services de commerce et 18,2 % dans les autres services.
La ville de Lamèque est un centre de services pour les collectivités environnantes. L'économie y est dominée par la pêche, l'exploitation de la tourbe, la culture de petits fruits, le tourisme et les services,. Des efforts de diversification économique sont pourtant en cours, notamment dans le secteur de l'énergie éolienne. En fait, le développement économique des îles de Lamèque et Miscou est centré principalement sur la ville. Entreprise Péninsule, un organisme basé à Tracadie-Sheila faisant partie du réseau Entreprise, a la responsabilité du développement économique de la région.
Le port de Lamèque est géré par le Comité portuaire de Lamèque Inc. Il compte deux bassins. La flotte est composée de 30 à 45 bateaux, spécialisés dans la pêche au crabe, au homard, à la crevette, au pétoncle, au hareng, à la morue et autres poissons de fond. L'usine de la Société coopérative des pêcheurs compte environ 400 employés. Elle apprête la crevette, le crabe et le hareng.

## Administration
(juillet 2016).

### Conseil municipal
Le conseil municipal est formé d'un maire et de six conseillers généraux.
Le conseil municipal actuel est élu lors de l'élection quadriennale du 10 mai 2016.
Anciens conseils municipaux
Un conseil est formé à la suite de l'élection du 12 mai 2008. Le conseil municipal suivant est élu lors de l'élection quadriennale du 14 mai 2012.
| Mandat      | Fonctions   | Nom(s)                                                                                        |
| ----------- | ----------- | --------------------------------------------------------------------------------------------- |
| 2012 - 2016 | Maire       | Rénald Haché                                                                                  |
| 2012 - 2016 | Conseillers | Gérard Benoît, Guy O. Chiasson, Marie-Anne Ferron, Linda Robichaud Blanchard et Simon Savoie. |

| Mandat      | Fonctions   | Nom(s)                                                                                     |
| ----------- | ----------- | ------------------------------------------------------------------------------------------ |
| 2008 - 2012 | Maire       | Rénald Haché                                                                               |
| 2008 - 2012 | Conseillers | Gérard Benoît, Guy O. Chiasson, Marie-Anne Ferron, Jules Haché, Simon Savoie et Ricky Ward |

| Période                                  | Période  | Identité              | Étiquette | Qualité |
| ---------------------------------------- | -------- | --------------------- | --------- | ------- |
| 2012                                     | en cours | Réginald Paulin       |           |         |
| 2004                                     | 2012     | Rénald Haché          |           |         |
| 1989                                     | 2004     | Reginald Paulin       |           |         |
| 1980                                     | 1989     | Jean-Charles Chiasson |           |         |
| 1980                                     | 1980     | Michel Haché          |           |         |
| 1977                                     | 1978     | Valier Chiasson       |           |         |
| 1969                                     | 1977     | Rufin Chiasson,       |           |         |
| 1967                                     | 1969     | Bertin Jean           |           |         |
| Les données manquantes sont à compléter. |          |                       |           |         |

### Commission de services régionaux
Lamèque fait partie de la Région 4, une commission de services régionaux (CSR) devant commencer officiellement ses activités le 1er janvier 2013. Lamèque est représenté au conseil par son maire. Les services obligatoirement offerts par les CSR sont l'aménagement régional, la gestion des déchets solides, la planification des mesures d'urgence ainsi que la collaboration en matière de services de police, la planification et le partage des coûts des infrastructures régionales de sport, de loisirs et de culture; d'autres services pourraient s'ajouter à cette liste.

### Représentation
Lamèque est membre de l'Association francophone des municipalités du Nouveau-Brunswick.
 Nouveau-Brunswick: Lamèque fait partie de la circonscription de Lamèque-Shippagan-Miscou, qui est représentée à l'Assemblée législative du Nouveau-Brunswick par Paul Robichaud, du Parti progressiste-conservateur. Il fut élu en 1999 puis réélu depuis ce temps.
 Canada: Lamèque fait partie de la circonscription d'Acadie-Bathurst. Cette circonscription est représentée à la Chambre des communes du Canada par Yvon Godin, du NPD. Il fut élu lors de l'élection de 1997 contre le député sortant Doug Young, en raison du mécontentement provoqué par une réforme du régime d’assurance-emploi.

## Vivre à Lamèque

### Éducation

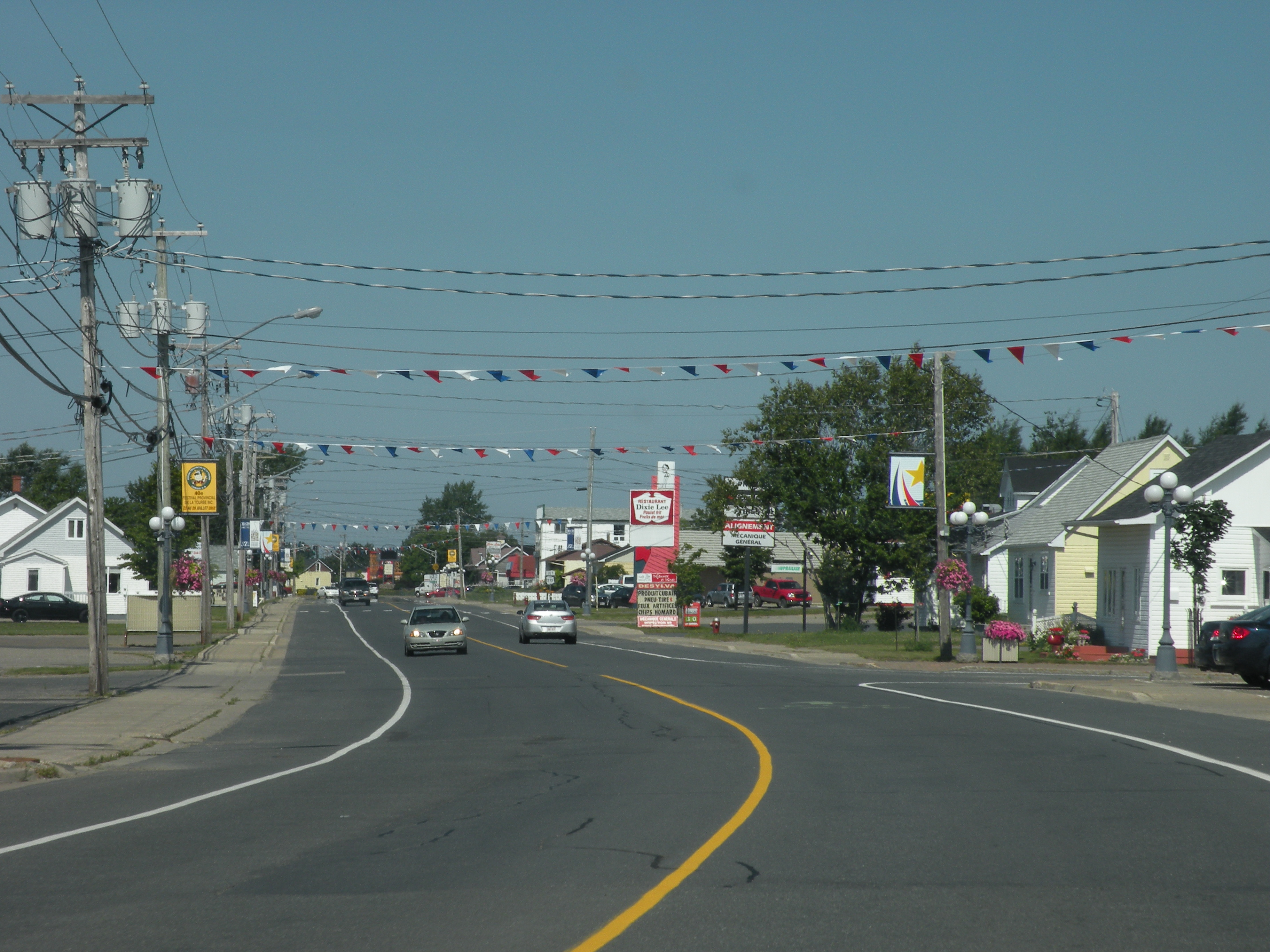
La rue Principale.

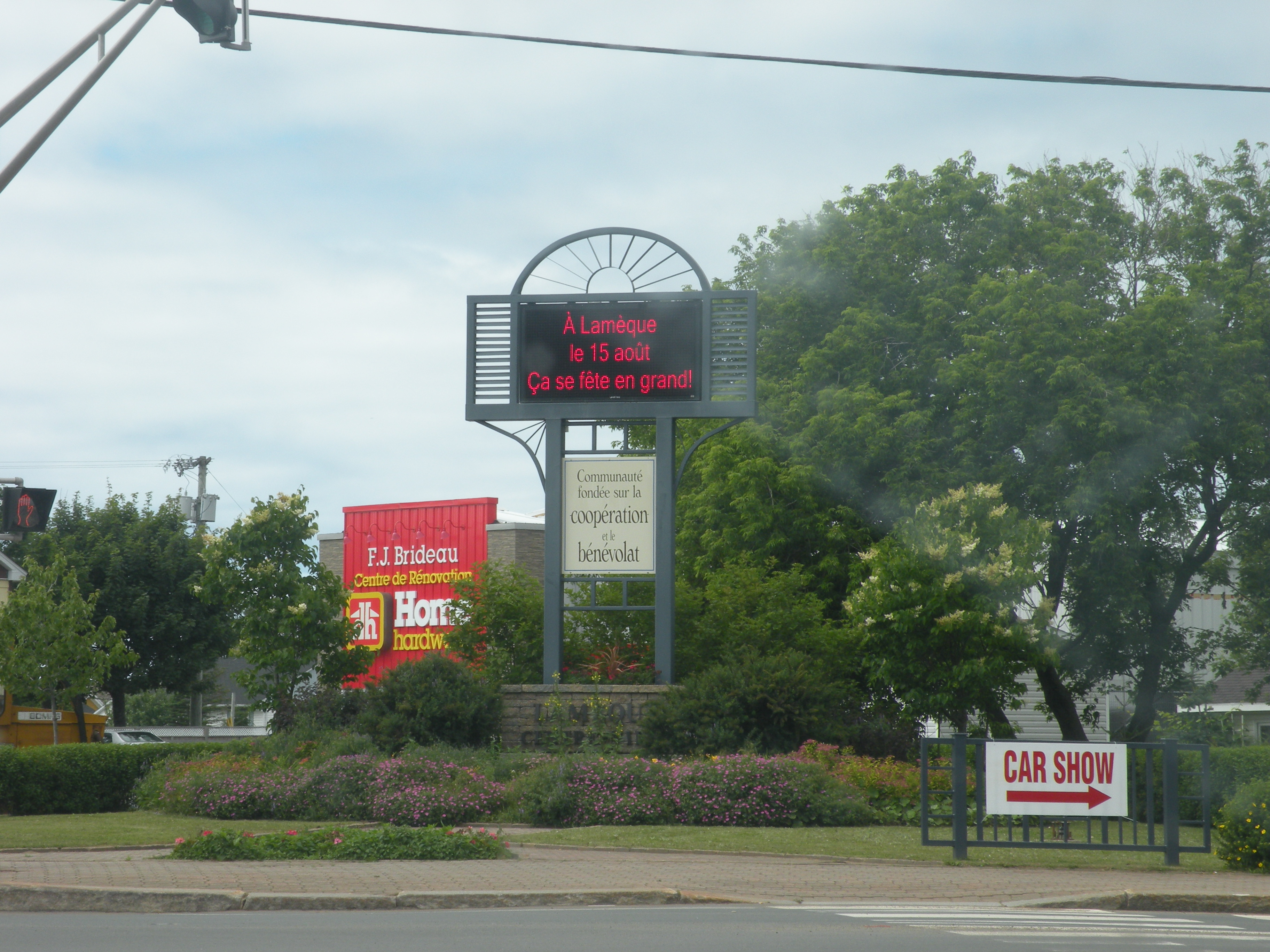
Un panneau d'affichage électronique au centre-ville de Lamèque.

L'école locale, Sœur-Saint-Alexandre, accueille les élèves de la maternelle à la 8e année. C'est une école publique francophone faisant partie du sous-district 6 du district scolaire Francophone Nord-Est. La ville possède aussi une bibliothèque publique. Un centre d'apprentissage du CCNB-Péninsule acadienne est situé dans le village limitrophe de Haut-Lamèque. Les étudiants peuvent poursuivre leur éducation à Shippagan, qui dispose du campus principal du CCNB ainsi qu'un campus de l'Université de Moncton.
Les anglophones bénéficient d'une école à Brantville accueillant les élèves de la maternelle à la huitième année. Ils doivent ensuite poursuivre leurs études à Miramichi. Les établissements d'enseignement supérieurs anglophones les plus proches sont à Fredericton ou Miramichi.

### Médias
L'Écho de Lamèque, publié par Cédici à Bas-Caraquet, est distribué mensuellement par la poste. Il a un tirage de 1300 exemplaires gratuits. Le quotidien est L'Acadie nouvelle, publié à Caraquet. Le journal L'Étoile Péninsule y est également distribué gratuitement hebdomadairement. Le quotidien anglophone est Telegraph-Journal, publié à Saint-Jean.

### Sport
Lamèque compte des terrains de sport (balle-molle/baseball, soccer), des sentiers pédestres, une vélo-route ainsi qu'un arèna. Plusieurs installations sportives sont installées dans les villages environnants, dont un champ de tir, un champ de pratique de golf et des plages.

### Autres services publics
Lamèque possède aussi un poste d'Ambulance Nouveau-Brunswick, un bureau de poste et une caserne de pompiers. La ville possède un poste de la Gendarmerie royale du Canada. Il dépend du district 8, dont le bureau principal est situé à Tracadie-Sheila. Il y a aussi un foyer de soins agréé, les résidences Lucien Saindon.
Existant depuis le 20 juillet 1995, la Commission de gestion des déchets solides de la Péninsule acadienne (COGEDES) a son siège-social à Caraquet et la municipalité y a un représentant. Les déchets sont transférés au centre de transbordement de Tracadie-Sheila et les matières non-recyclables sont ensuite enfouies à Allardville.

### Religion
L'église Notre-Dame-des-Flots est une église catholique romaine faisant partie du diocèse de Bathurst. La prière n'est plus récitée au conseil municipal.

## Culture

### Personnalités
- Emma Haché, dramaturge et metteure en scène, récipiendaire du prestigieux Prix du Gouverneur Général pour sa pièce de théâtre L'intimité en 2004;
- Luc Bourdon (Lamèque, 1987 - Shippagan, 2008), défenseur au hockey dans les Canucks de Vancouver;
- Elphège Chiasson, homme d'affaires, membre de l'ordre du Canada;
- Mathieu Duguay, claveciniste, fondateur du Festival international de musique baroque de Lamèque, membre de l'ordre du Canada;
- Bernard Jean (Lamèque, 1925 - Caraquet, 2012), avocat, syndicaliste, député et juge;
- Albert Sormany (Lamèque, 1885 - Edmundston, 1970), enseignant, médecin et homme politique;
- Alphonse Sormany (Lamèque 1880 - Shédiac, 1943), médecin et homme politique.

Guy Paul Larocque, violoneux né à Lamèque en 1973

### Langue
Selon la Loi sur les langues officielles, Lamèque est officiellement francophone puisque moins de 20 % de la population parle l'anglais.

### Événements

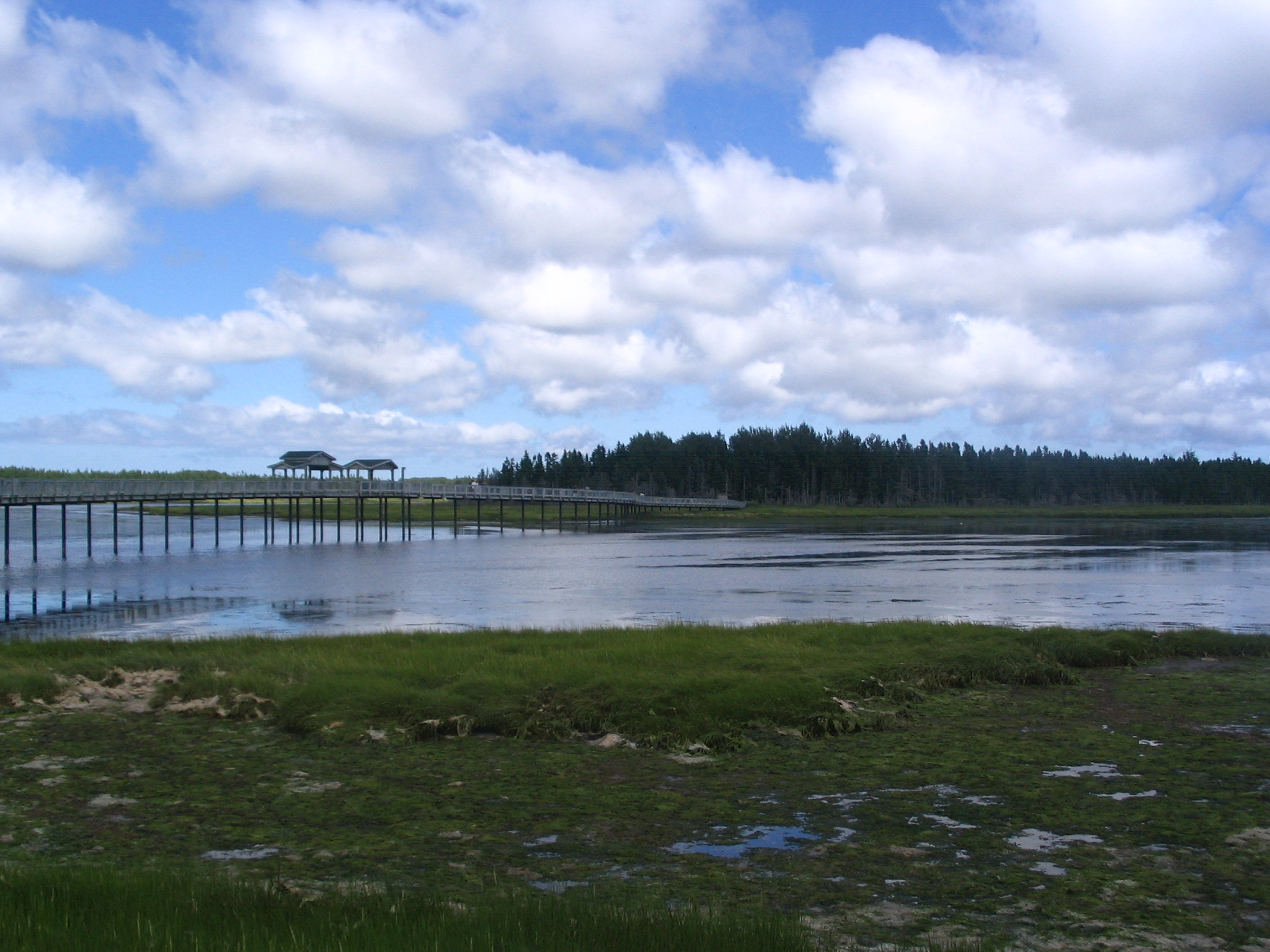
Le parc écologique de la Péninsule.

Lamèque accueille chaque été le Festival international de musique baroque de Lamèque, un événement unique au Canada. La plupart des concerts sont présentés à l'église Sainte-Cécile de Petite-Rivière-de-l’Île, une  pittoresque église de bois, construite en 1813 qui dispose d'une acoustique propice.
Fondé en 1976 par le claveciniste acadien Mathieu Duguay, le Festival présente annuellement une dizaine de concerts d'orchestres de chambre, de chorales ou de solistes de renom, qui interprètent des œuvres du XVIIe siècle et du XVIIIe siècle en respectant les pratiques d'exécution et d'interprétation historiques. Depuis quelques années, le Festival de Lamèque organise également certains concerts à Moncton.
Depuis 1973, le Festival provincial de la tourbe organise une semaine de festivités et de spectacles à la fin juillet afin de saluer l’industrie de la tourbe, la seconde en importance dans cette communauté.
D'autres festivals ont lieu dans les différentes communautés entourant la ville de Lamèque.

### Lamèque dans la culture
Lamèque fait l'objet d'un poème dans le recueil de poésie La terre tressée, de Claude Le Bouthillier.